# Лео Айтінгер
Лео Айтінгер (12 грудня 1912 — 15 жовтня 1996) — норвезький психіатр, письменник та педагог. Він був жертвою Голокосту і вивчав пізніше психологічні травми, пережиті людьми, які пройшли через відокремлення та психологічний біль на початку життя, щоб показати травматичний досвід десятиліть пізніше. Він присвятив тривалий період вивченню посттравматичного стресового розладу серед жертв Голокосту, у тому числі Пол Челан (1920—1970), Примо Леві (1919—1987) та багато інших, які покінчили життя самогубством через кілька десятиліть після цього досвіду.

## Раннє життя
Лео Айтінгер народився в Ломніці, Моравія, в той час місто в Австро-Угорській імперії . Зараз це Південноморавський край (Jihomoravský kraj) у Чехії . Він виріс як наймолодший із шести братів і сестер у єврейському будинку середнього класу як син Соломона Айтінгера (1877—1942) та Гелени Курц (1885—1936). Він вивчав медицину в Брноському університеті імені Масарика, який закінчив у 1937 році. Він втік від нацистських переслідувань євреїв і приїхав до Норвегії як біженець за допомогою паспорта Нансена, після німецької окупації Чехословацької Республіки в березні 1939 року. Після приїзду до Норвегії, він організував для єврейських дітей втечу з Чехословаччини до єврейського дитячого будинку в Осло. Він отримав дозвіл на роботу мешканцем у психіатрії в Норвегії в Буде, але дозвіл був відкликаний нацистами після вторгнення Німеччини в Норвегію в 1940 році.

## Під час Другої світової війни
Він пробув у підпіллі з січня 1941 року до арешту в березні 1942 року. Він був ув'язнений у різних місцях по всій Норвегії і був депортований 24 лютого 1943 року, прибувши в концентраційний табір Аушвіц . В Аушвіці, Айтінгер служив у лікарні табору. До кінця свого ув'язнення він був у Бухенвальді . Із 762 депортованих євреїв з Норвегії до німецьких концтаборів, вижило тільки 23, Лео Айтінгер був одним з них.

## Психіатр з Голокосту
Після звільнення Норвегії наприкінці Другої світової війни, він відновив свою медичну практику в Норвегії, спеціалізуючись на психіатрії. Був асистентом лікаря у лікарні Ронвік (Ronvik Hospital) у Буде 1946-48. У 1950 році, він став асоціюватися з психіатричною клінікою університету в Осло в мікрорайоні Віндерен (Vinderen) у Вестре Акер . У 1966 році Лео Айтінгер був призначений професором з психіатрії в університеті в Осло та став керівником університетської психіатричної клініки. Лео Айтінгер присвятив увесь свій час і зусилля на вивчення людських страждань з акцентом на клінічну психіатрію, зокрема у віктимології та психіатрії катастроф. Він провів декілька знакових досліджень про тривалі психологічні та фізичні наслідки надзвичайних стресів, а також про долю біженця. Його робота підтвердила, що відсоток психічних захворювань серед біженців набагато більший, ніж серед загальної популяції. На цю тему він опублікував низку праць.
Айтінгер був членом правління і обіймав посаду голови Норвезької психіатричної асоціації (Norsk Psykiatrisk Forening) з 1963-67. Він працював головою психіатричної секції судової комісії та був президентом Конгресу Північної психіатрії (Nordiske psykiaterkongresser) у 1962 та 1987 роках. Він був обраний членом Норвезької академії наук у 1971 році та був членом кількох зарубіжних наукових та психіатричних асоціацій. Він отримав ряд норвезьких та закордонних відзнак, включаючи Fritt Ord Award у 1988 році. У 1978 році його призначили командувачем орденом Святого Олава (Commander in the Order of St. Olav).

## Особисте життя
У 1946 році він одружився з Елізабет («Лісль») Когн (1914—1999). Лео та Лісль Айтінгери присвятили свої життя просуванню прав людини та боротьбі проти несправедливості та расизму. Лео Айтінгер помер у 1996 році, а Лісл Айтінгер померла протягом 1999 року. На їхню честь Університет Осло організував «Премію Лео та Лісл Айтінгерів» («The Lisl and Leo Eitinger Prize»). Нагорода вручається щорічно з 1986 року на знак визнання прихильності до питань прав людини або проведення видатних досліджень з психіатрії.

## Вибрані твори
- Psykiatriske undersøkelser blant flyktninger i Norge, (1958)
- Алкоголізм та наркомани та Норвегія (1970)
- Mennesker blant mennesker (1985)